# Thế Sơn
Bùi Thế Sơn (sinh ngày 10 tháng 10 năm 1965), với nghệ danh Thế Sơn, là một ca sĩ người Mỹ gốc Việt nổi tiếng với nhiều dòng nhạc. Anh cộng tác với Trung tâm Thúy Nga 20 năm và trở thành ca sĩ tự do vào năm 2015.

## Sự nghiệp âm nhạc

### Trong nước (1985-1994)
Thế Sơn, tên thật là Bùi Thế Sơn, sinh ngày 10 tháng 10 năm 1965 tại Sài Gòn, là con trai út trong gia đình có 3 chị em. Cha của anh là thiếu tá thuộc Nha Quân pháp Việt Nam Cộng hoà.
Thế Sơn học tiểu học ở Taberd, lên cấp 2 thì học trường Marie Curie. Sau khi học xong trung học, theo anh thì vì mang lý lịch con sĩ quan chế độ cũ nên Thế Sơn khó vào đại học, chỉ đến khi thay đổi lý lịch thì mới được vào học thanh nhạc ở Nhạc viện Thành phố Hồ Chí Minh năm 1985. Thế Sơn cho biết anh may mắn tìm được một người thầy tận tình dạy nhạc miễn phí để có thể thi đậu vào nhạc viện.
| “         | Lúc đó bỡ ngỡ, chưa quen và không thích kỹ thuật hát Opera vì nó hoàn toàn khác với cách hát thông thường. Nhưng sau 3 năm học tập thì giọng ca của mình mở ra theo kỹ thuật của môn này và bắt đầu thấy thích và thưởng thức những bài ca cổ điển. | ” |
| — Thế Sơn | |   |

Học ở nhạc viện, Thế Sơn bắt đầu đi hát. Có người bà con ở trong giới nghệ sĩ giới thiệu Thế Sơn đi hát ở các đoàn ca nhạc tạp kỹ, ca nhạc kịch và dần dần được khán giả biết đến. Thế là anh xuất hiện lần đầu tiên trong một chương trình ca nhạc của đoàn Hương Miền Nam (của nhạc sĩ Nguyễn Hữu Thiết) với ca khúc "Quê Hương, Tình Yêu Và Tuổi Trẻ" của nhạc sĩ Quốc Dũng. Sau đó anh may mắn nhận được sự nâng đỡ của nhiều người, trong đó nhạc sĩ Nguyễn Ngọc Thiện là người đầu tiên lăng xê tên tuổi của Thế Sơn. Chính ông cũng là người đầu tiên ghép đôi Thế Sơn song ca với nữ ca sĩ Thủy Tiên trong các ca khúc quen thuộc thuộc dành cho học sinh, sinh viên.
Năm 1991, Thế Sơn trở thành ca sĩ nổi tiếng Sài Gòn, anh bắt đầu cộng tác với các tụ điểm sân khấu ngoài trời, lẫn vũ trường, phòng trà như Rex, Queen Bee, Maxim's, Lê Lai hay Intershop.

### Hải ngoại (1995-nay)
Thế Sơn cùng gia đình sang định cư tại San Jose, California theo diện HO vào ngày 14 tháng 3 năm 1994.
Ban đầu, anh khởi đầu lại sự nghiệp ca hát ở hải ngoại tại vũ trường Lido. Trung tâm Thúy Nga không lâu sau đó mời anh ký hợp đồng độc quyền trong 3 năm. Anh nhận lời, dời nhà xuống Quận Cam, California. Thế Sơn dần trở thành một trong những ca sĩ tiêu biểu của Trung tâm Thúy Nga nói riêng và làng nhạc hải ngoại nói chung. Theo thống kê, anh đã tham gia 79 kỳ Paris by Night, phát hành trên 20 album CD, cũng như góp giọng trong các CD Top Hits. Khi cần ca sĩ hát bài có khuông nhạc cao, cần xử lý kỹ thuật, Thế Sơn luôn là người được trung tâm giao đảm nhận. Nhiều tiết mục của anh ghi dấu ấn như Tôi Vẫn Nhớ (song ca Như Quỳnh, PBN 38), Chiều Hoang (PBN 50), Lúa Mùa Duyên Thắm (song ca Như Quỳnh, PBN 59), Con Trai Thời Nay (PBN 60), Mùa Xuân Đầu Tiên (song ca Như Quỳnh, PBN 64), Bài Ca Học Trò (PBN 77), Hoang Vu (PBN 89)...
Năm 2000, Thúy Nga đã thực hiện chương trình Paris By Night 54: In Concert với tâm điểm là 3 nam ca sĩ ăn khách và được yêu mến nhất của trung tâm ở thời điểm đó là Thế Sơn, Nguyễn Hưng và Don Hồ. Cũng trong chương trình này, Thế Sơn đã tạo nên kỷ lục khi trở thành ca sĩ tham gia nhiều tiết mục nhất trong một chương trình Paris By Night (12 tiết mục).
Năm 2014, anh chia tay Trung tâm Thúy Nga, trở thành ca sĩ tự do.
Năm 2015, anh ký hợp đồng với Trung tâm Asia trong 3 năm, xuất hiện lần đầu trong Asia 76 và lần cuối trong Asia 82.
Kể từ đó đến nay, anh cộng tác với đài truyền hình SBTN của nhạc sĩ Trúc Hồ.

### Album
Không tính các album tổng hợp.
| Năm  | Tựa đề                                          | Hát cùng với        | Mã đĩa  |
| ---- | ----------------------------------------------- | ------------------- | ------- |
| 1995 | Mai Lỡ Mình Xa Nhau                             | Hương Lan           | TNCD098 |
| 1995 | Tình Thư Của Lính                               |                     | TNCD072 |
| 1996 | Tìm Nhau Trong Kỷ Niệm                          | Hoàng Lan           | TNCD114 |
| 1996 | Những Chiều Không Có Em                         |                     | TNCD116 |
| 1996 | Hoa Tím Ngày Xưa                                | Hương Lan           | TNCD119 |
| 1996 | Tình Là Sợi Tơ                                  | Mỹ Huyền, Hoàng Lan | TNCD116 |
| 1996 | Tình khúc Lam Phương - Những Khía Cạnh Cuộc Đời | Hương Lan           | TNCD124 |
| 1997 | Kẻ Yêu Thầm                                     | Mỹ Huyền            | TNCD127 |
| 1997 | Lệ Tình Buồn                                    |                     | TNCD134 |
| 1997 | Bọt Biển                                        | Như Quỳnh           | TNCD142 |
| 1997 | Loài Hoa Không Tên                              | Hoàng Lan           | TNCD148 |
| 1997 | Liên khúc Rumba·Cha Cha Cha - Ngày Xưa Anh Nói  | Mỹ Huyền, Hoàng Lan | TNCD149 |
| 1998 | Những Tình khúc Chọn Lọc                        |                     | TNCD156 |
| 1998 | Tình Và Tiền                                    |                     | TNCD174 |
| 1998 | Liên khúc Rumba·Cha Cha Cha - Về Miền Tây       | Mỹ Huyền, Hoàng Lan | TNCD175 |
| 1999 | Chiều Hoang                                     |                     | TNCD198 |
| 2000 | Nếu Điều Đó Xảy Ra                              | Thiên Kim           | TNCD218 |
| 2000 | Live in Paris Vol 1 - Người Yêu Cô Đơn          | Nguyễn Hưng, Don Hồ | TNCD231 |
| 2002 | Chân Tình (2CD)                                 |                     | TNCD256 |
| 2003 | Bất Chợt Ta Nhìn Nhau                           |                     | TNCD308 |
| 2005 | Những Tình Khúc Chọn Lọc 2                      |                     | TNCD353 |
| 2009 | Đời Tôi Chỉ một Người                           |                     | TNCD437 |

### DVD
- The Best of Thế Sơn from Paris By Night (Thúy Nga, 2009)
  1. Bất Chợt Ta Nhìn Nhau (Võ Đông Điền) PBN 68
  2. Ngày Vui Qua Mau (Nhật Ngân) PBN 39
  3. Lệ Tình Buồn (Mai Nguyễn) PBN 37
  4. Đường Tình Hai Lối (Tùng Châu & Khánh Uyên) - Thế Sơn, Don Hồ, Châu Ngọc PBN 53
  5. Người Nghệ Sĩ Mù (Hoàng Thi Thơ) PBN 47
  6. Đời Là Như Thế (Nguyễn Hoài Anh) PBN 72
  7. Xuân Trong Rừng Thẳm (Trần Anh Mai) - Thế Sơn, Trần Thái Hòa, Tiến Dũng PBN 85
  8. Chuyện Người Đàn Bà 2000 Năm Trước (Song Ngọc) PBN 45
  9. Con Trai Thời Nay (Quốc Hùng) PBN 60
  10. Tình Quê Hương (Đan Thọ) PBN 49
  11. Múc Ánh Trăng Vàng (Hoàng Thi Thơ) - Thế Sơn & Như Quỳnh PBN 47
  12. Một Mai Giã Từ Vũ Khí (Nhật Ngân) PBN 66
  13. Mai Lệ Xuân (Song Ngọc & Hoài Linh) PBN 80
  14. Về Dưới Mái Nhà (Xuân Tiên & Y Vân) - Thế Sơn, Trần Thái Hòa, Quang Lê PBN 83
  15. LK Lần Đầu Lần Cuối (Vũ Chương & Dạ Cầm), Bản Tình Cuối (Ngô Thụy Miên), 10 Năm Tình Cũ (Trần Quảng Nam) PBN 42
  16. Sắc Hoa Màu Nhớ (Nguyễn Văn Đông) - Thế Sơn & Như Quỳnh PBN 58
  17. Phiên Gác Đêm Xuân (Nguyễn Văn Đông) PBN 76
  18. Tiếng Dân Chài (Phạm Đình Chương) - Thế Sơn, Nguyễn Hưng, Như Quỳnh, Hoàng Lan, Phi Nhung PBN 52
  19. Tình Muộn (Song Ngọc) PBN 74
  20. Ước Vọng Tương Lai (Tùng Châu & Lê Hựu Hà) - Thế Sơn, Don Hồ, Như Quỳnh, Lưu Bích, Thiên Kim PBN 57

## Các tiết mục trình diễn trên sân khấu

### Trung tâm Thúy Nga
| STT | PBN số            | Tiết mục | Tác giả | Thể hiện với |
| --- | ----------------- | --- | --- | --- |
| 1   | 29                | Tình Thư Của Lính                                                                                                   | Trần Thiện Thanh | solo |
| 2   | 31                | Tango Tím | Anh Bằng | solo |
| 3   | 32                | Dĩ Vãng | Trịnh Nam Sơn | Thanh Hà |
| 3   | 32                | Buồn | Y Vân | Thanh Hà |
| 4   | 32                | Đàn Chim Tha Phương                                                                                                 | Đức Huy | Ái Vân, Elvis Phương, Thanh Hà, Nguyễn Hưng, Mỹ Huyền |
| 5   | 33                | Màu Mắt Nhung | Đức Huy | solo |
| 6   | 33                | Và Con Tim Đã Vui Trở Lại                                                                                           | Đức Huy | Đức Huy, Khánh Hà, Duy Quang, Ngọc Lan, Don Hồ, Thảo My, Henry Chúc, Ái Vân, Dalena, Nguyễn Hưng, Thanh Hà, Hương Lan, Bảo Hân, Phi Phi |
| 7   | 34                | Những Chiều Không Có Em                                                                                             | Trường Hải | solo |
| 8   | 34                | LK Xác Pháo Nhà Ai                                                                                                  | Nhiều tác giả | Mỹ Huyền |
| 9   | 35                | Ngựa Phi Đường Xa                                                                                                   | Lê Yên, Phạm Đình Chương                                                                                            | Chí Tài, Nguyễn Hưng |
| 10  | 35                | Xóm Đêm | Phạm Đình Chương | Duy Quang, Nguyễn Hưng |
| 11  | 35                | Trò Chơi - Oảnh Tù Tì                                                                                               | Tôn Thất Lập | Bảo Hân |
| 12  | 36                | Đường Đi Trọn Kiếp                                                                                                  | Lam Phương | solo |
| 13  | 36                | Người Đẹp Trong Tranh                                                                                               | Phạm Duy | Ái Vân |
| 14  | 37                | Lệ Tình Buồn | Mai Nguyễn | solo |
| 15  | 38                | Về Với Cát Bụi | Minh Kỳ | solo |
| 16  | 38                | Tôi Vẫn Nhớ | Ngân Giang | Như Quỳnh |
| 17  | 39                | Ngày Vui Qua Mau | Nhật Ngân, Việt Đinh Lang                                                                                           | solo |
| 18  | 39                | Bọt Biển | Lam Phương | Như Quỳnh |
| 19  | 40                | Mẹ Tôi | Nhị Hà | solo |
| 20  | 41                | Hỏi Người Còn Nhớ Đến Ta                                                                                            | Hoàng Thi Thơ | solo |
| 21  | 41                | LK Rước Tình Về Với Quê Hương                                                                                       | Hoàng Thi Thơ | Ái Vân, Mỹ Huyền, Hoàng Lan, Thái Châu, Nguyễn Hưng |
| 22  | 42                | LK 10 Năm Tình Cũ                                                                                                   | Nhiều tác giả | solo |
| 23  | 43                | Người Đàn Bà Vô Tình                                                                                                | lời: Trường Kỳ | solo |
| 24  | 44                | Tiền | Song Ngọc | solo |
| 25  | 45                | Chuyện Người Đàn Bà Ngàn Năm Trước                                                                                  | Song Ngọc | solo |
| 26  | 46                | Nghi Ngờ | Tuấn Lê | Mỹ Huyền |
| 27  | 46                | Xe Đạp Ơi! | Ngọc Lễ | solo |
| 28  | 47                | Người Nghệ Sĩ Mù | Hoàng Thi Thơ | solo |
| 29  | 47                | Múc Ánh Trăng Vàng                                                                                                  | Hoàng Thi Thơ | Như Quỳnh |
| 30  | 48                | Người Tình Ichiban                                                                                                  | lời: Khúc Lan | solo |
| 31  | 49                | LK Móng Chuồn Chuồn                                                                                                 | Nhiều tác giả | Mỹ Huyền, Hoàng Lan |
| 32  | 49                | Tình Quê Hương | Đan Thọ | solo |
| 33  | 49                | Những Nẻo Đường Việt Nam                                                                                            | Thanh Bình | Mạnh Đình, Như Quỳnh, Mỹ Huyền |
| 34  | 50                | Chiều Hoang | Khánh Băng | solo |
| 35  | 50                | Người Yêu Cô Đơn | Đài Phương Trang | Nguyễn Hưng, Don Hồ |
| 36  | 51                | Tình Buồn Trong Mưa                                                                                                 | lời: Nhật Ngân | solo |
| 37  | 51                | Mừng Tân Thế Kỷ | Tim Heintz, Randy Petersen, Khúc Lan                                                                                | Lynda Trang Đài, Tommy Ngô, Bảo Hân, Spencer Nguyễn, Evan Lê, Phương Vy, Hoàng Ly, Don Hồ, Phi Phi, Loan Châu, Thiên Kim, Như Quỳnh, Trúc Linh, Trúc Lam, Nguyễn Hưng, Lưu Bích |
| 38  | 52                | Nếu Điều Đó Xảy Ra                                                                                                  | Ngọc Châu | solo |
| 39  | 52                | Tiếng Dân Chài | Phạm Đình Chương | Nguyễn Hưng, Như Quỳnh, Phi Nhung, Hoàng Lan |
| 40  | 53                | Tình Yêu, Nỗi Nhớ                                                                                                   | Trần Quảng Nam | Loan Châu |
| 41  | 53                | Đường Tình Hai Lối                                                                                                  | Tùng Châu, Khánh Uyên                                                                                               | Châu Ngọc, Don Hồ |
| 42  | 54                | Giận Hờn | Ngọc Sơn | Nguyễn Hưng, Don Hồ |
| 43  | 54                | Thói Đời | Trúc Phương | Nguyễn Hưng, Don Hồ |
| 44  | 54                | Nó Và Tôi | Song Ngọc | Nguyễn Hưng |
| 45  | 54                | Lính Nghĩ Gì | Hoài Linh | Nguyễn Hưng, Don Hồ |
| 46  | 54                | Chiều Phi Trường | Lê Uyên Phương | Nguyễn Hưng, Don Hồ |
| 47  | 54                | Mưa Đêm Độc Hành | Duy Hải | Don Hồ |
| 48  | 54                | Aline | Christophe | Christophe, Don Hồ |
| 49  | 54                | Về Với Anh | Tùng Châu, Quốc Dũng                                                                                                | Nguyễn Hưng, Don Hồ |
| 50  | 54                | Nếu Một Ngày | Khánh Băng | Nguyễn Hưng, Don Hồ |
| 51  | 54                | Đi Về Nơi Xa | Lê Quang | solo |
| 52  | 54                | Cho Vừa Lòng Anh | Nhật Ngân, Phan Trân                                                                                                | Như Quỳnh |
| 53  | 54                | LK Quốc Hùng | Quốc Hùng | Nguyễn Hưng, Don Hồ, Lưu Bích, Thiên Kim, Như Quỳnh, Quốc Hùng |
| 54  | 55                | Như Cơn Gió Vô Tình                                                                                                 | Phạm Đăng Khương | solo |
| 55  | 56                | Chân Tình | Trần Lê Quỳnh | solo |
| 56  | 57                | Tình Yêu Còn Đấy | lời: Lê Hựu Hà | solo |
| 57  | 57                | Ước Vọng Tương Lai                                                                                                  | Tùng Châu, Lê Hựu Hà                                                                                                | Như Quỳnh, Lưu Bích, Thiên Kim, Don Hồ |
| 58  | 58                | Sắc Hoa Màu Nhớ | Nguyễn Văn Đông | Như Quỳnh |
| 59  | 58                | Bạn Tôi | Võ Thiện Thanh | solo |
| 60  | 59                | Lúa Mùa Duyên Thắm                                                                                                  | Trịnh Hưng | Như Quỳnh |
| 61  | 59                | Nắng Chiều | Lê Trọng Nguyễn | solo |
| 62  | 60                | Con Trai Thời Nay                                                                                                   | Quốc Hùng | solo |
| 63  | 60                | Nuối Tiếc | Trịnh Nam Sơn | Loan Châu |
| 64  | 61                | Nếu | Hoài An | solo |
| 65  | 62                | Mùa Đông Cô Đơn | Hoài An | solo |
| 66  | 63                | Hát Lên Đi Bạn Ơi!                                                                                                  | lời Việt: Phạm Quốc Tâm                                                                                             | solo |
| 67  | 64                | Mùa Xuân Đầu Tiên                                                                                                   | Tuấn Khanh | Như Quỳnh |
| 68  | 64                | Một Lần Nào Cho Tôi Gặp Lại Em                                                                                      | Vũ Thành An | solo |
| 69  | 65                | Tình Phiêu Lãng | Quốc An | Loan Châu |
| 70  | 65                | Xin Hãy Quên Đi | Nguyễn Quang | Thủy Tiên |
| 71  | 66                | Một Mai Giã Từ Vũ Khí                                                                                               | Trịnh Lâm Ngân | solo |
| 72  | 66                | LK Cảm Ơn & Xuân Này Con Không Về                                                                                   | Trịnh Lâm Ngân | Như Quỳnh, Mạnh Quỳnh, Phi Nhung |
| 73  | 67                | Ngày Em Đi | Nhật Trung | solo |
| 74  | 68                | Bất Chợt Ta Nhìn Nhau                                                                                               | Võ Đông Điền | solo |
| 75  | 69                | Xoá Hết Nợ Nần | Thái Thịnh | Lương Tùng Quang, Don Hồ, Tommy Ngô, Trần Thái Hoà |
| 76  | 69                | Thoáng Giấc Mơ Qua                                                                                                  | Nguyễn Vũ | Tâm Đoan |
| 77  | 69                | Vị Ngọt Đôi Môi | Tùng Châu, Lê Hựu Hà                                                                                                | Minh Tuyết |
| 78  | 70                | Nếu Mai Này | Lê Dinh | solo |
| 79  | 71                | LK Yêu Đời Yêu Người, Hãy Nhìn Xuống Chân, Lời Trái Tim Muốn Nói                                                    | Lê Hựu Hà | solo |
| 80  | 72                | Đời Là Như Thế | Nguyễn Hoài Anh | solo |
| 81  | 73                | Trái Tim Bụi Đời | Quốc Tuấn | Lương Tùng Quang |
| 82  | 73                | Vợ Thằng Đậu | Võ Thiện Thanh | Phi Nhung |
| 83  | 74                | Biết Nói Gì Đây | Huỳnh Anh | Tâm Đoan |
| 84  | 74                | Bừng Sáng | Song Ngọc | Trần Thái Hòa, Chí Tài |
| 85  | 74                | Tình Muộn | Song Ngọc | solo |
| 86  | 75                | Hận Đồ Bàn | Xuân Tiên | solo |
| 87  | 76                | Phiên Gác Đêm Xuân                                                                                                  | Nguyễn Văn Đông | solo |
| 88  | 77                | Xin Đời Một Nụ Cười                                                                                                 | Nam Lộc | Trần Thái Hòa, Khánh Ly |
| 89  | 77                | Bài Ca Học Trò | Phan Ni Tấn | solo |
| 90  | 77                | Lời Cảm Ơn | Ngô Thụy Miên, Hạ Đỏ Chung Bích Phượng                                                                              | Khánh Ly, Hoàng Oanh, Lệ Thu, Khánh Hà, Như Quỳnh, Lưu Bích, Thu Phương, Thủy Tiên, Loan Châu, Minh Tuyết, Tâm Đoan, Như Loan, Bảo Hân, Hồ Lệ Thu, Vân Quỳnh, Tuấn Ngọc, Nguyễn Hưng, Thế Sơn, Bằng Kiều, Trần Thái Hòa, Lương Tùng Quang, Quang Lê, Dương Triệu Vũ |
| 91  | 78                | Cuộc Tình Xưa | Tùng Giang | solo |
| 92  | 79                | Hãy Trả Lời Em | Tuấn Nghĩa | Ngọc Liên |
| 93  | 79                | Đau Một Lần Rồi Thôi                                                                                                | Huy Cường | Hồ Lệ Thu |
| 94  | 80                | Xuân Quê Ta | Nhật Trung | Tâm Đoan, Như Quỳnh, Lương Tùng Quang |
| 95  | 80                | Mai Lệ Xuân | Song Ngọc, Hoài Linh                                                                                                | solo |
| 96  | 81                | Hòn Vọng Phu 1 | Lê Thương | solo |
| 97  | 81                | Anh Hùng Xạ Điêu | Lời Việt: Nhật Ngân                                                                                                 | Như Quỳnh |
| 98  | 82                | LK Mưa Chiều Kỷ Niệm, Rồi Mai Tôi Đưa Em                                                                            | Duy Yên, Quốc Kỳ, Trường Sa                                                                                         | Thanh Hà |
| 99  | 83                | Về Dưới Mái Nhà | Xuân Tiên | Trần Thái Hòa, Quang Lê |
| 100 | 83                | Một Lời Cuối Cho Em                                                                                                 | Nguyễn Ánh 9 | solo |
| 101 | 84                | Một Đời Tan Vỡ | Lam Phương | Thanh Trúc |
| 102 | 85                | Xuân Nghệ Sĩ Hành Khúc                                                                                              | Lê Yên | Nguyễn Hưng, Quang Lê, Trần Thái Hòa, Lương Tùng Quang |
| 103 | 85                | Đám Cưới Đầu Xuân                                                                                                   | Trần Thiện Thanh | Tâm Đoan |
| 104 | 85                | Xuân Trong Rừng Thẳm                                                                                                | Trần Anh Mai | Trần Thái Hòa, Tiến Dũng, Hương Thủy, Tâm Đoan, Ngọc Liên |
| 105 | 88                | Đoàn Người Lữ Thứ                                                                                                   | Lam Phương | Trần Thái Hòa, Lương Tùng Quang, Dương Triệu Vũ, Trịnh Lam, Huy Tâm, Tâm Đoan, Hương Thủy, Ngọc Liên, Ngọc Loan, Quỳnh Vi, Hương Giang |
| 106 | 88                | Nhạc kịch "Chuyện Tình Thời Chinh Chiến"                                                                            | Lam Phương | Như Quỳnh; Lương Tùng Quang, Quỳnh Vi, Huy Tâm (phụ diễn) |
| 107 | 89                | Hoang Vu | Ngọc Sơn | solo |
| 108 | 90                | Cô Thắm Về Làng | Giao Tiên | Trịnh Lam, Tiến Dũng |
| 109 | 90                | Nhạc kịch "Lòng Mẹ Việt Nam": - Bà Mẹ Quê (Phạm Duy) - Lòng Mẹ Việt Nam (Lê Thương) - Lời Dặn Dò Của Mẹ (Nhật Ngân) | Nhạc kịch "Lòng Mẹ Việt Nam": - Bà Mẹ Quê (Phạm Duy) - Lòng Mẹ Việt Nam (Lê Thương) - Lời Dặn Dò Của Mẹ (Nhật Ngân) | Tâm Đoan, Hương Thủy, Thanh Trúc, Michelle Nguyễn, Quang Lê, Khánh Ly |
| 110 | 91                | Trích đoạn "Con Đường Cái Quan" - Từ Miền Bắc                                                                       | Phạm Duy | Quỳnh Vi, Bằng Kiều, Quang Lê, Trịnh Lam, Dương Triệu Vũ, Trần Thái Hòa |
| 111 | 91                | Hà Nội Mùa Vắng Những Cơn Mưa                                                                                       | Trương Quý Hải, thơ: Bùi Thanh Tuấn                                                                                 | solo |
| 112 | 91                | Trích đoạn "Con Đường Cái Quan" - Vào Miền Nam                                                                      | Phạm Duy | Hương Thủy, Quang Lê, Lưu Việt Hùng, Nguyễn Hoàng Nam |
| 113 | 92                | LK Mười Năm Tình Cũ, 20 Năm Tình Cũ                                                                                 | Trần Quảng Nam | Thu Phương |
| 114 | 92                | Đoạn Cuối Cho Cuộc Tình                                                                                             | Lời Việt: Nguyễn Vũ                                                                                                 | Hương Thủy |
| 115 | 94                | Mùa Đông Của Anh | Trần Thiện Thanh | Hương Giang |
| 116 | 95                | Nếu Chỉ Còn Một Ngày Để Sống                                                                                        | Hoài An | Khánh Ly, Khánh Hà, Bằng Kiều, Don Hồ, Trần Thái Hoà, Minh Tuyết, Quang Lê, Mai Thiên Vân, Hương Thủy, Hồ Lệ Thu, Trúc Lam, Trúc Linh, Tú Quyên, Dương Triệu Vũ, Quỳnh Vi, Ngọc Liên, Lương Tùng Quang, Lưu Việt Hùng, Nguyệt Anh, Hương Giang |
| 117 | 95                | Đời Tôi Chỉ Một Người                                                                                               | Huỳnh Anh | solo |
| 118 | 96                | LK Paris By Night Top Hits                                                                                          | Nhiều tác giả | Bảo Hân, Lương Tùng Quang, Hồ Lệ Thu, Trịnh Lam, Quỳnh Vi, Dương Triệu Vũ, Như Loan, Minh Tuyết, Lưu Bích, Nguyễn Hưng, Don Hồ |
| 119 | 96                | LK Lặng Thầm, Phượng Hồng                                                                                           | Vũ Hoàng | Thái Châu |
| 120 | 97                | Kim | Y Vũ | Anya Fuchs |
| 121 | 98                | LK Chiều Một Mình Qua Phố, Gọi Tên Bốn Mùa                                                                          | Trịnh Công Sơn | Khánh Ly |
| 122 | 99                | Tình Ca | Phạm Duy | Như Quỳnh, Mai Thiên Vân, Ngọc Anh, Nguyệt Anh, Hương Thủy, Hương Giang, Quỳnh Vi, Hồ Lệ Thu, Trần Thái Hòa, Quang Lê, Trịnh Lam |
| 123 | 99                | Đổi Cả Thiên Thu Tiếng Mẹ Cười                                                                                      | Võ Tá Hân, thơ: Trần Trung Đạo                                                                                      | solo |
| 124 | 100               | Belle | Lời Việt: Thái Thịnh                                                                                                | Trịnh Lam, Trần Thái Hòa |
| 125 | 100               | LK Lời Cuối Cho Em, Nhìn Nhau Lần Cuối, Điều Giản Dị, Yêu Em                                                        | Nguyễn Ánh 9, Nguyễn Vũ, Phú Quang, Lê Hựu Hà                                                                       | Thu Phương |
| 126 | 100 VIP           | Còn Chút Gì Để Nhớ                                                                                                  | Phạm Duy, thơ: Vũ Hữu Định                                                                                          | solo |
| 127 | 101               | LK Trăng Về Thôn Dã, Rước Tình Về Với Quê Hương                                                                     | Hoài An, Huyền Linh, Hoàng Thi Thơ                                                                                  | Hương Thủy |
| 128 | 102               | Như Giấc Chiêm Bao                                                                                                  | Lam Phương | solo |
| 129 | 103               | Một Đời Yêu Em | Trần Thiện Thanh | solo |
| 130 | 104               | Tình Đầu Tình Cuối                                                                                                  | Trần Thiện Thanh | Thanh Hà |
| 131 | 104 VIP           | Hận Tình Trong Mưa                                                                                                  | Lời Việt: Phạm Duy                                                                                                  | solo |
| 132 | 105               | Tình Hờ | Phạm Duy | solo |
| 133 | 106               | Tân cổ "Quán Gấm Đầu Làng"                                                                                          | Tân nhạc: Giao Tiên, vọng cổ: Thanh Tòng                                                                            | Hương Thủy, Calvin Hiệp |
| 134 | 107               | 20 Năm Bến Lạ | Song Ngọc | solo |
| 135 | 107               | Ô Mê Ly | Văn Phụng, Văn Khôi                                                                                                 | Như Quỳnh, Thanh Hà, Don Hồ, Trần Thái Hòa, Ngọc Anh |
| 136 | 108               | LK Chiều Trên Phá Tam Giang, Trên Đỉnh Mùa Đông                                                                     | Trần Thiện Thanh | Lam Anh |
| 137 | 109               | LK Thà Như Giọt Mưa, Em Hiền Như Ma Soeur, Hai Năm Tình Lận Đận                                                     | Phạm Duy | Thái Châu, Duy Quang (dùng lại hình ảnh và giong hát) |
| 138 | 109               | Hát Mãi Bài Tình Ca                                                                                                 | Thái Thịnh | Minh Tuyết, Như Loan, Tóc Tiên, Như Quỳnh, Don Hồ, Mai Thiên Vân, Hạ Vy, Mạnh Quỳnh, Hương Thủy, Quang Lê, Ngọc Hạ, Trần Thái Hòa, Châu Ngọc, Hồ Lệ Thu, Kỳ Phương Uyên, Mai Tiến Dũng, Quỳnh Vi, Trịnh Lam, Lương Tùng Quang, Diễm Sương, Duy Trường, Khánh Lâm, Tommy Ngô, Lynda Trang Đài, Đình Bảo, Ánh Minh, Hương Giang, Anh Tú, Thiên Tôn, Ý Lan, Ngọc Anh, Thu Phương, Giang Tử, Hương Lan, Thái Châu, Quang Dũng, Nguyễn Hưng, Thanh Hà, Lưu Bích, Tuấn Ngọc, Khánh Hà, Dương Triệu Vũ, Lam Anh, Bằng Kiều, Họa Mi, Elvis Phương |
| 139 | 110               | Đồn Vắng Chiều Xuân                                                                                                 | Trần Thiện Thanh | solo |
| 140 | 111               | Vết Thương Sỏi Đá                                                                                                   | Vĩnh Điện | solo |
| 141 | Con Thương Nhớ Mẹ | Hoa Cài Mái Tóc | Thông Đạt | solo |
| 142 | Con Thương Nhớ Mẹ | Biết Bao Giờ Trở Lại                                                                                                | Ngô Thụy Miên | solo |

### Trung tâm Asia
| STT | ASIA số   | Tên phần trình diễn                                            | Tác giả                         | Thể hiện với |
| --- | --------- | -------------------------------------------------------------- | ------------------------------- | --- |
| 1   | 76        | Bên Em Đang Có Ta                                              | Trầm Tử Thiêng, Trúc Hồ         | Thiên Kim |
| 2   | 76        | Việt Nam Ơi                                                    | Trúc Hồ                         | Lâm Thúy Vân, Đoàn Phi, Hoàng Anh Thư, Mai Thanh Sơn, Thế Sơn, Y Phương, Quốc Khanh, Thiên Kim, Gia Huy, Huỳnh Phi Tiễn, Hoàng Thục Linh, Đan Nguyên, Diễm Liên, Nhật Lâm |
| 3   | 77        | Nhạc Rừng Khuya                                                | Lam Phương                      | Hợp Ca |
| 4   | 77        | LK Tâm Hồn Cô Đơn, Ngày Em Đi                                  | Anh Bằng, Lam Phương            | Nguyên Khang, Quốc Khanh, Lê Quốc Tuấn |
| 5   | 77        | Anh Còn Nợ Em                                                  | Phan Thành Tài, Anh Bằng        | Diễm Liên |
| 6   | 78        | Đêm Nguyện Cầu                                                 | Lê Minh Bằng                    | solo |
| 7   | 78        | Nổi Lửa Đấu Tranh                                              | Anh Bằng                        | Nguyên Khang, Mai Thanh Sơn, Diễm Liên, Hoàng Thục Linh, Y Phương, Hồ Hoàng Yến                                                                                           |
| 8   | 78        | Con Đường Việt Nam                                             | Anh Bằng, Trúc Hồ               | Nguyên Khang, Quốc Khanh, Mai Thanh Sơn |
| 9   | 79        | LK Khúc Thụy Du, Kỳ Diệu, Anh Còn Nợ Em, Tango Tím, Mai Tôi Đi | Anh Bằng                        | Lâm Thúy Vân, Gia Huy, Anh Tuấn, Dạ Nhật Yến, Bích Vân, Y Phương, Hoàng Anh Thư, Diễm Liên                                                                                |
| 10  | 79        | LK Đêm Buồn, Một Lần Cuối, Xin Hãy Quên Tôi                    | Hoàng Thi Thơ, Anh Bằng         | Diễm Liên |
| 11  | 81        | Chuyện Tình Hoa Mai                                            | Anh Bằng                        | solo |
| 12  | 81        | Nếu Như Ngày Đó                                                | Hoàng Nhã                       | Diễm Liên, Hồ Hoàng Yến |
| 13  | 82        | Anh Đi Chiến Dịch                                              | Phạm Đình Chương                | solo |
| 14  | 82        | Cho Một Thành Phố Mất Tên                                      | Phạm Đình Chương, Hoàng Ngọc Ẩn | Lê Quốc Tuấn, Anh Tuấn, Triệu Khắc Vinh |
| 15  | Golden 4  | Vó Ngựa Trên Đồi Cỏ Non                                        | Giao Tiên                       | solo |
| 16  | Mừng Xuân | Đón Xuân                                                       | Phạm Đình Chương                | Quốc Khanh, Nguyên Khang, Mai Thanh Sơn |
| 17  | Mừng Xuân | Khúc Nhạc Ngày Xuân                                            | Nhật Bằng                       | solo |
| 18  | Golden 5  | Sài Gòn Em Ở Đó                                                | Trần Chí Phúc                   | solo |
| 19  | Mẹ Fatima | Cung Chiêm Ảnh Mẹ                                              | Lm. Xuân Đường, DCCT            | solo |

### Đài SBTN
| STT | Chương trình                              | Tên phần trình diễn | Tác giả                      | Thể hiện với                                 |
| --- | ----------------------------------------- | --- | ---------------------------- | -------------------------------------------- |
| 1   | SBTN Voice Đêm Chung Kết                  | LK Nhạc Trẻ Trước 1975 (Phiên Khúc Mùa Đông - Bước Tình Hồng - Yêu Đời Yêu Người - Thà Như Giọt Mưa - Thương Nhau Ngày Mưa - Huyền Thoại Một Người Con Gái - Vết Thù Trên Lưng Ngựa Hoang) | Nhiều tác giả                | Sỹ Đan, Phương Thảo, Đoàn Phi, Mai Thanh Sơn |
| 2   | Xuân Hẹn Ước (Xuân Canh Tý 2020)          | Điệp Khúc Mùa Xuân | Quốc Dũng                    | solo                                         |
| 3   | Cầu Nguyện & Chia Sẻ Niềm Đau Với Nước Úc | Tình Nhân Loại, Bước Tình Hồng | Nguyễn Trung Cang, Lê Hựu Hà | solo                                         |
| 4   | Những Người Lính Bị Bỏ Rơi                | Người Ở Lại Charlie | Trần Thiện Thanh             | solo                                         |
| 5   | Những Ngày Xưa Thân Ái                    | Biết Bao Giờ Trở Lại | Ngô Thụy Miên                | solo                                         |
| 6   | Quê Hương & Tình Yêu                      | Sài Gòn Hòn Ngọc | Tùng Giang                   | solo                                         |
| 7   | Một Chút Quà Cho Quê Hương                | Việt Nam Tương Lai Ngời Sáng | Trần Chi Phúc                | solo                                         |
| 8   | Tình Yêu Tình Người                       | Một Lần Miên Viễn Xót Xa | Nguyễn Đức Thành             | solo                                         |
| 9   | Đêm Thánh Vô Cùng                         | Cao Cung Lên | Hoài Đức & Nguyễn Khắc Xuyên | Hợp xướng Ngàn Khơi                          |
| 10  | Chào Năm Mới 2022                         | Phiên Khúc Mùa Đông, Mặt Trời Đen | Nguyễn Trung Cang, Lê Hựu Hà | solo                                         |
| 11  | Chào Năm Mới 2022                         | Tuyết Lạnh | Lê Dinh & Phương Trà         | Đông Trang                                   |
| 12  | Tình Ca Sau 1975                          | Mười Năm Yêu Em | Trầm Tử Thiêng               | solo                                         |
| 13  | Tình Ca Sau 1975                          | Tình Yêu Tình Người | Trúc Hồ                      | solo                                         |
| 14  | Nail Queen 2022 - Chung Kết               | Biết Đến Thưở Nào | Tùng Giang                   | solo                                         |
| 15  | Nail Queen 2022 - Chung Kết               | Tay Trong Tay | Nhạc Pháp                    | solo                                         |
| 16  | Mừng Xuân Quý Mão 2023                    | Xuân Trong Rừng Thẳm | Trần Anh Mai                 | solo                                         |
| 17  | Vũ Thành An - Tác Giả & Tác Phẩm          | Tình Khúc Thứ Nhất | Vũ Thành An                  | solo                                         |
| 18  | Ngô Thụy Miên - Tác Giả & Tác Phẩm        | Nỗi Đau Muộn Màng | Ngô Thụy Miên                | solo                                         |

### Trúc Sinh Entertainment
| STT | Ca khúc                                      | Thể hiện với | Chương trình                            | Năm  |
| --- | -------------------------------------------- | ------------ | --------------------------------------- | ---- |
| 1   | Sầu Đông (Khánh Băng)                        | Solo         | Trúc Sinh & Friends Season 1 Episode 3  | 2021 |
| 2   | Lời Dạy Cuối Cùng Của Cha (Nguyễn Văn Chung) | Solo         | Âm Nhạc & Tôi "Ngày Của Cha"            | 2021 |
| 3   | Áo Anh Sứt Chỉ Đường Tà (Phạm Duy)           | Solo         | Âm Nhạc & Tôi Season 2 "Áo Lụa Hà Đông" | 2021 |
| 4   | Hoang Vu (Ngọc Sơn)                          | Solo         | Âm Nhạc & Tôi Season 2 "Áo Lụa Hà Đông" | 2021 |
| 5   | Áo Lụa Hà Đông (Ngô Thụy Miên)               | Solo         | Âm Nhạc & Tôi Season 2 "Áo Lụa Hà Đông" | 2021 |
| 6   | Je Ne T'Aime Plus (Christophe)               | Solo         | Âm Nhạc & Tôi Season 2 "Áo Lụa Hà Đông" | 2021 |

### Sỹ Đan Music & Soul
| STT | Ca khúc                                   | Thể hiện với | Chương trình        | Năm  |
| --- | ----------------------------------------- | ------------ | ------------------- | ---- |
| 1   | Tình Yêu Tình Bạn (La Femme de mon Ami)   | Solo         | Nhịp Cầu Âm Nhạc #1 | 2022 |
| 2   | Et Pourtant (Lời Việt: Nhật Ngân)         | Sỹ Đan       | Nhịp Cầu Âm Nhạc #1 | 2022 |
| 3   | Sương Trắng Miền Quê Ngoại (Đinh Miên Vũ) | Solo         | Nhịp Cầu Âm Nhạc #1 | 2022 |
| 4   | Tình Nào Cũng Xa (Lời Việt: Khúc Lan)     | Solo         | Nhịp Cầu Âm Nhạc #1 | 2022 |

## Nhận xét
- "Don Hồ hát bằng đôi tay, Nguyễn Hưng hát bằng đôi chân, còn Thế Sơn hát bằng đôi mắt" - Nguyễn Ngọc Ngạn
- Thế Sơn là một ca sĩ rất chuyên nghiệp trong nghề.
- Khi Thế Sơn đã nhận lời hát ở một địa phương nào, ít ra cũng phải đến vài tháng sau anh mới nhận lời quay lại hát ở đấy. Trong trường hợp có nhiều nhà tổ chức mời trình diễn ở một địa phương với thời gian trình diễn sát nhau, anh sẽ chỉ nhận lời một người.
- Thế Sơn từng khẳng định là từ khi đi hát đến nay, chưa bao giờ hát nhép (chỉ trừ lúc bắt buộc phải như vậy trên các đại nhạc hội thu hình). Thậm chí trong trường hợp bị đau cổ hay giọng hát bị khàn, anh sẽ xin lỗi trước khán giả về sự cố và vẫn trình diễn live.

## Gia đình
Năm 2000, Thế Sơn lập gia đình với Michelle, một trong những chuyên viên phụ trách thiết kế cho trung tâm Thúy Nga. Nhưng chỉ sau vài tháng, hai người chia tay nhau với lý do được anh giải thích ngắn gọn là "không hợp" và đã có những quyết định vội vã.
Năm 2017, Thế Sơn lập gia đình lần nữa với Jocelyn Ngọc Khánh Nguyễn sau 7 năm yêu nhau. Để kỷ niệm, anh viết lời Việt bài nhạc Pháp "L'amour C'est Pour Rien" (trước đó có bản lời Việt Tình cho không của Phạm Duy) lấy tựa đề là "Sống Lại Tình Yêu" và phát hành MV trên kênh YouTube của Trung tâm Asia.